# Mount Bond
Mount Bond är ett berg i Antarktis. Det ligger i Östantarktis. Australien gör anspråk på området. Toppen på Mount Bond är 527 meter över havet.
Terrängen runt Mount Bond är platt söderut, men norrut är den kuperad. Trakten är obefolkad. Det finns inga samhällen i närheten.